# LibGDX
LibGDX es un framework para el desarrollo de videojuegos multiplataforma, soportando actualmente Windows, Linux, Mac OS, Android, IOS y HTML5
Uno de los objetivos principales de la biblioteca es mantener la simplicidad, sin renunciar al amplio abanico de plataformas finales. Para ello, permite escribir el código base en un único proyecto y exportarlo a las tecnologías mencionadas anteriormente sin modificación alguna. Pudiendo utilizar la versión de escritorio como entorno de pruebas para el resto, siguiendo así una iteración de desarrollo rápida e integrable con el resto de herramientas de Java.
Además, LibGDX permite bajar el nivel de abstracción tanto como se quiera, dando acceso directo al sistema de archivos, dispositivos de entrada y audio, e incluso a las interfaces de OpenGL ES 2.0 y 3.0.
Encima de esta capa de interacción, se establece un potente conjunto de APIs que permite mostrar imágenes y texto, construir interfaces de usuario, reproducir sonidos o música, realizar cálculos matemáticos, parsear ficheros XML o JSON, etc.
LibGDX pretende ser un framework más que un motor de desarrollo, admitiendo que no es una solución todo en uno, sino que provee al programador de un potente conjunto de abstracciones y le dan total libertad para desarrollar su aplicación.

## Juegos
Libgdx es ampliamente usada y probada, tal y como appbrain.com afirma
aquí, donde también se reconocen algunas de las más exitosas.
También puedes ver lo que es posible hacer con Libgdx a través de su portal web, concretamente su sección de galería Archivado el 17 de mayo de 2014 en Wayback Machine..